# Fox Mulder
Fox William "Spooky" Mulder, (født 31. oktober 1961 i Chilmark, Massachusetts i USA) er en fiktiv person, der optræder i den amerikanske science fiction tv-serie X-Files. Han er spillet af David Duchovny. FBI Special Agent Mulder tror på ufoer og konspirationsteorier om at regeringen forsøger at skjule og benægte sandheden om deres eksistens. Han er også en uddannet psykolog fra Oxford University, hvor han startede i 1983. Sammen med FBI-agent Dana Scully, der kom til Arkiv X-afdelingen efter Mulder, løser de særlige opgaver i forbindelse med det paranormale. Mulder mener Arkiv X er hans formål i livet. Årsagen til hans besættelse med det paranormale er, at hans søster blev bortført, da han var tolv. Før han arbejdede på Arkiv X, var han en respekteret profil leder, og blev betragtet som en af FBI's bedste agenter. Han blev forudsagt en lys fremtid, men anses nu for at have brugt sin karriere på FBI på grund af hans medvirken i Arkiv X og overnaturlige fænomener. Nogle inden for FBI mener, at Mulder er "tosset".